# Diecéze angerská
Diecéze Angers (lat. Dioecesis Andegavensis, franc. Diocèse du Mans) je francouzská římskokatolická diecéze. Leží na území departementu Maine-et-Loire, jehož hranice přesně kopíruje. Sídlo biskupství i katedrála Saint-Maurice d'Angers se nachází v Angers. Diecéze Angers je součástí církevní provincie Rennes.

## Historie
Biskupství bylo v Angers založeno v roce 372. Když byla 30. června 1855 zřízena diecéze Laval, bylo území pro nově vzniklou diecézi vyčleněno z diecézí Le Mans a Angers.
V letech 1974-2000 byl biskupem z Angers Mons. Jean Orchampt, v letech 2000-2007 Mons. Jean-Louis Bruguès. Od 17. června 2008 je diecézním biskupem Emmanuel Delmas.
Od 8. prosince 2002 je diecéze Angers sufragánem arcidiecéze Rennes (předtím byla sufragánem tourské arcidiecéze).